# Tom Leeb
Tom Leeb (París, 21 de marzo de 1990) es un humorista, actor y cantante francés.

## Biografía
Es hijo del humorista Michel Leeb y de la periodista Béatrice Malicet. Es el benjamín de la familia después de Fanny, nacida en 1986, y Elsa, nacida en 1988.
Durante cinco años, realizó cursos de teatro, cine, canto y baile en las grandes escuelas de Nueva York.
Ha hecho también teatro con su padre en Señora Doubtfire en 2004. En 2013, fue escogido para el rol de Tom en la serie Sous le soleil de Saint-Tropez y después llevó a cabo el papel de Adrien en Section de recherches. También en 2013, participó en la película Paroles y en 2014, con Jean Reno, en la película Avis de mistral. El mismo año, formó un dúo cómico con el comediante Kevin Levy y juntos crearon su primer espectáculo Kevin et Tom. Ambos humoristas hicieron la primera parte de Gad Elmaleh en el Olympia sobre situaciones parisinas. Paralelamente a su espectáculo, se lanzaron a un nuevo formato como es el de las minisecuencias de vídeo de aproximadamente tres minutos titulados : «Cómo...».
Como también es cantante y músico, Tom Leeb lanzó su primer single Are We Too Late en marzo de 2018 con la discográfica Roy Music. Se inspira en artistas como John Mayer, Matt Corby o incluso Ben Howard.
En 2020, iba a representar a Francia en el Festival de Eurovisión. En el certamen, celebrado en Róterdam (Países Bajos), habría defendido el tema Mon Alliée (The Best in Me). Sin embargo, el festival fue cancelado debido a la pandemia de COVID-19.

## Carrera

### Filmografía
- 2009: One Shot de Miguel Parga (cortometraje)
- 2013: Subtitles de Allan Duboux y Tom Leeb (cortometraje)
- 2013: Paroles de Véronique Mucret Rouveyrollis
- 2014: Avis de mistral de Rosa Bosch: Tiago
- 2015: This New Generación de Tom Leeb (cortometraje): Joe
- 2016: Lola & Eddie de Charlotte Karas y Jordan Goldnadel (cortometraje): Eddie
- 2016: Happy Anniversary de Franck Victor (cortometraje)
- 2017: Jour J de Reem Kherici: Gabriel
- 2017: Overdrive de Antonio Negret: turista americano n°2
- 2017: Mon poussin de Frédéric Forestal: Romain
- 2017: Papillon de Michael Noer: abogado de Dega
- 2017: Les Nouvelles Aventures de Cendrillon de Lionel Steketee: enano Relou
- 2017: Unexpected de Jessy Langlois (corto métrage): Jeremy
- 2017:  Momentum de David Solal (corto métrage): Ron
- 2019: Edmond de Alexis Michalik: Leo Volny
- 2019: Jeux de grands de Céline Gaudry (cortometraje)
- 2021: Spoiled Brats by Nicolas Cuche (Netflix) La comedia es un remake de la película mexicana Nosotros los Nobles
- 2021: Stuck together by Dany Boon - Sam (Netflix)
- 2021 : Pierre & Jeanne de Clémantine Célarié - Paul -  de la novela de Guy de Maupassant

### Televisión
- 2013-2014: Sous le soleil de Saint-Tropez (temporadas 1 y 2): Tom Drancourt[5]
- 2014: Section de recherches, temporada 8, episodio 9 Cyrano realizado por David Brel: David Bréand
- 2018: Nina, temporada 4, episodio 4 D'abord ne pas nuire réalisé realizado por Eric El Roux: Anto
- 2020 : “Infidèle” Saison 2 TF1 - Gabriel
- 2021 : “Plan B” saison 1 TF1 - Manu
- 2021: Les Combattantes

### Teatro
- 2003: Señora Doubtfire, adaptado por Albert Algoud, puesta en escena Daniel Roussel, Teatro de París
- 2013: Kevin & Tom

### Discografía

#### Álbumes
- 2019: Recollection
- 2020: Silver Lining

#### Singles
- 2018: Are We Too Late
- 2020: Mon Alliée (The Best in Me)